# Камберленд (соус)
Соус камберленд, соус кумберленд (англ. Cumberland sauce) — пикантный столовый соус в классической английской и французской кухне из красной смородины, портвейна и пряностей. Подаётся в холодном виде к ветчине, пате, блюдам из баранины, говядины и дичи.
Соус камберленд был изобретён в Ганновере придворным поваром и получил название по случаю пребывания в городе герцога Камберлендского, но неясно, какого точно: либо Вильяма Августа во время Семилетней войны, либо Эрнста Августа I. Первое упоминание соуса камберленд содержится во французской поваренной книге «Английская кухня» издания 1904 года. Соус камберленд обрёл популярность благодаря Огюсту Эскофье.
Для приготовления соуса камберленд смородиновое желе смешивается с апельсиновым и лимонным соком, заправляется горчицей, а тонкая соломка из апельсиновой цедры и лука-шалота, иногда имбиря, притушивается в красном вине. Затем все ингредиенты смешиваются и приправляются портвейном и кайенским перцем.